# Rivière George
Pour les articles homonymes, voir George.
La rivière George (en inuktitut : Kangirsualujjuap Kuunga, en innu-aimun : Metsheshu Shipu) est un affluent du littoral sud-est de la baie d'Ungava. Cette rivière coule vers le nord dans le territoire non organisé de Rivière-Koksoak, dans la région administrative du Nord-du-Québec, au Québec, au Canada.
Cette rivière longue de 475 km commence à environ 60 km au nord de la frontière du Labrador. Elle file ensuite vers le nord et forme un estuaire se jetant dans la baie d'Ungava près de Kangiqsualujjuaq, qui est le seul village qu'elle dessert. Son embouchure fait environ 14 km de largeur.

## Toponymie
Son nom a été donné en 1811 par deux missionnaires moraves, Benjamin Gottlieb Kohlmeister et George Kmoch, en l'honneur du roi George III. La rivière porte aussi le nom de Kangirsualujjuap Kuunga (« rivière de la très grande baie ») en inuktitut, Mushuau Shipu (« rivière sans arbre ») en naskapi et Metsheshu Shipu (« rivière à l'aigle ») en innu-aimun.

## Géographie
Les bassins versants voisins de la rivière George sont :
- côté nord : baie d'Ungava ;
- côté est : rivière Koroc, rivière Ford, rivière Fraser (Labrador) ;
- côté sud : lac aux Goélands, lac Champdoré ;
- côté ouest : rivière à la Baleine, rivière Marralik, rivière Qurlutuq, rivière De Pas.

La rivière George débute au lac Jannière, environ 175 km à l'est de Schefferville, sous forme de tourbière. Les lacs de tête sont peu profonds et reliés par des rapides. Après le lac Advance, les eaux de la rivière se font plus tumultueuses jusqu'à ce qu'elles rejoignent le lac de la Hutte Sauvage, lequel s'étend sur 60 km. La rivière George devient ensuite plus large et son débit augmente. À ce stade, on préfère souvent le terme « fleuve » pour décrire la puissance de la rivière.
Plusieurs rapides se trouvent sur son parcours jusqu'à Kangiqsualujjuaq. En raison de sa facilité d'accès, il arrive que des navigateurs sans expérience s'y risquent et certains y perdirent la vie. Les conditions climatiques du Nunavik accroissent les risques d'hypothermie et les voyageurs doivent composer avec d'importantes marées dans les derniers 40 kilomètres.

## Histoire
La rivière George est nommée ainsi le 12 août 1811 par les frères moraves Benjamin Gottlieb Kohlmeister et George Kmoch. Ceux-ci vont en premier lieu à Okak, au Labrador, puis dans la baie d'Ungava, dans le but d'évangéliser les populations inuits. Dans leur journal de bord, ils écrient à propos de la rivière : « Nous proclamons que le nom de la Kangertlualuksoak sera désormais la rivière George ». Les missionnaires veulent ainsi honorer George III du Royaume-Uni, qui, en 1769, avait accordé à leur Église des terres au Labrador.
Durant l'hiver 1839-1840, la Compagnie de la Baie d'Hudson érige un poste de traite nommé Fort Trial sur la rive orientale du lac de la Hutte Sauvage. Il est parfois surnommé le poste d'Erlandson et reste pleinement fonctionnel jusqu'au 15 juin 1842.
Après un voyage de 576 milles à travers la nature sauvage du Labrador, l'équipe de Mina Hubbard devient le 20 août 1905 la première personne d'ascendance européenne à avoir parcouru la Rivière George de sa source à son embouchure.

## Galerie

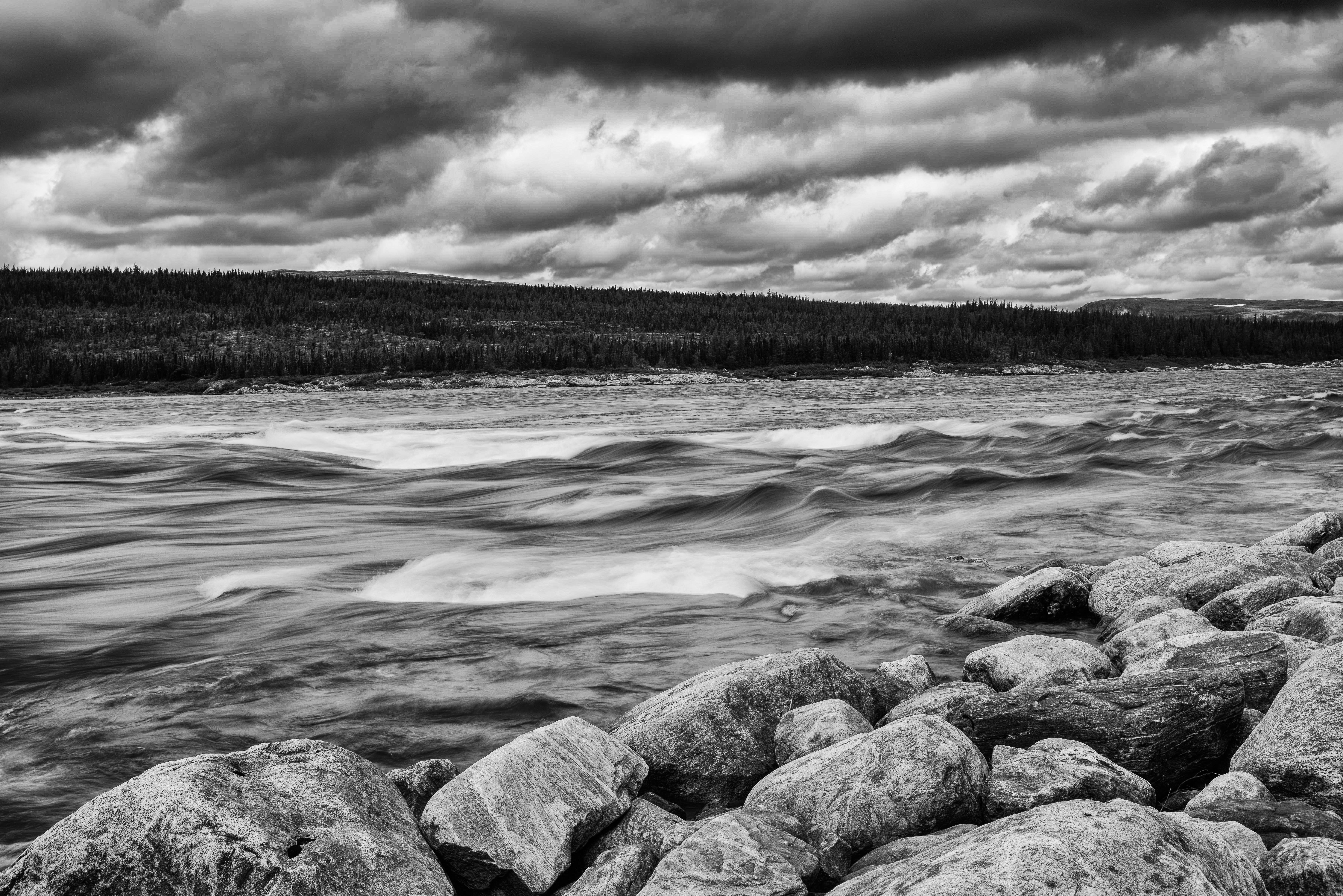
Rapides sur la Rivière George
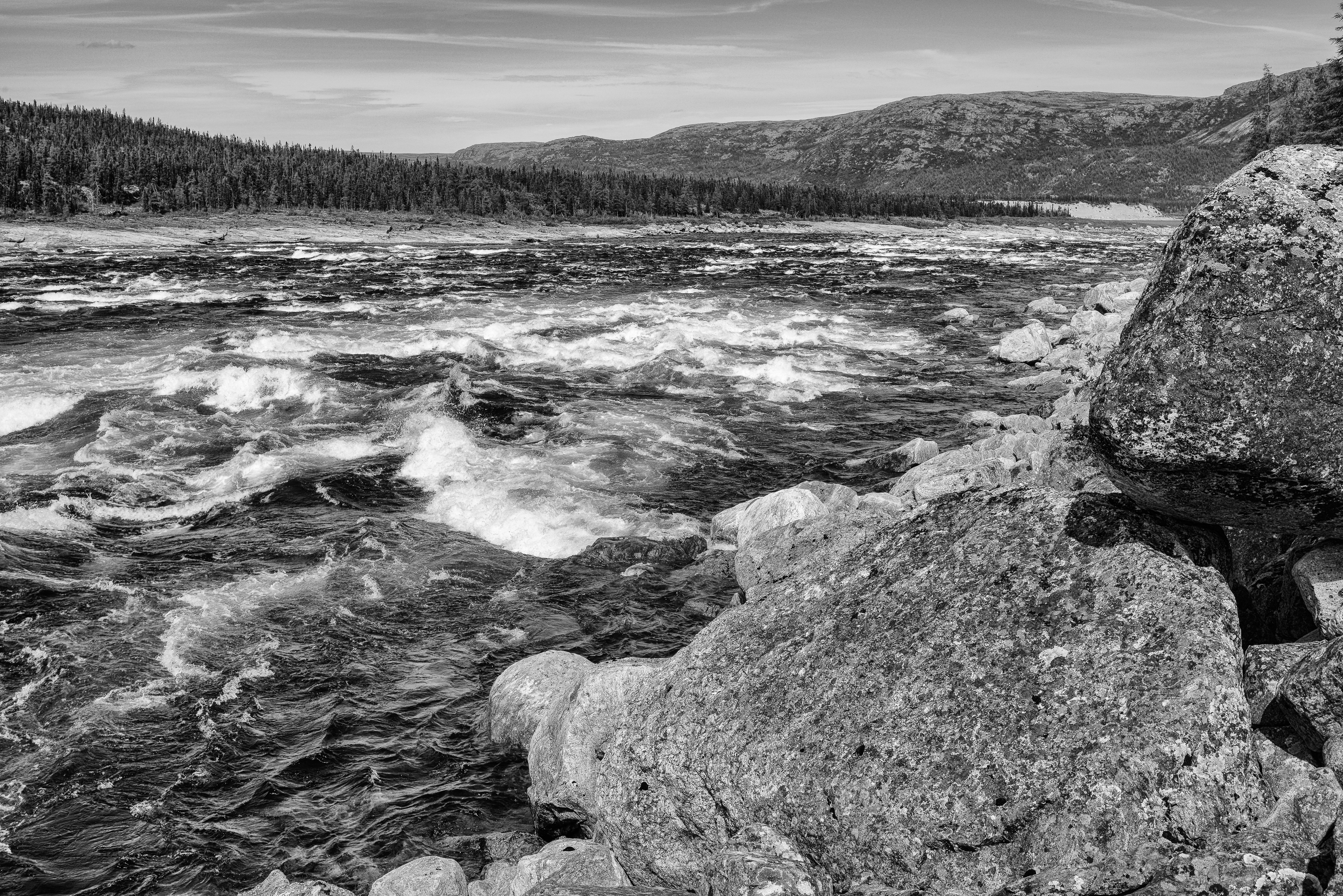
Rapides sur la Rivière George
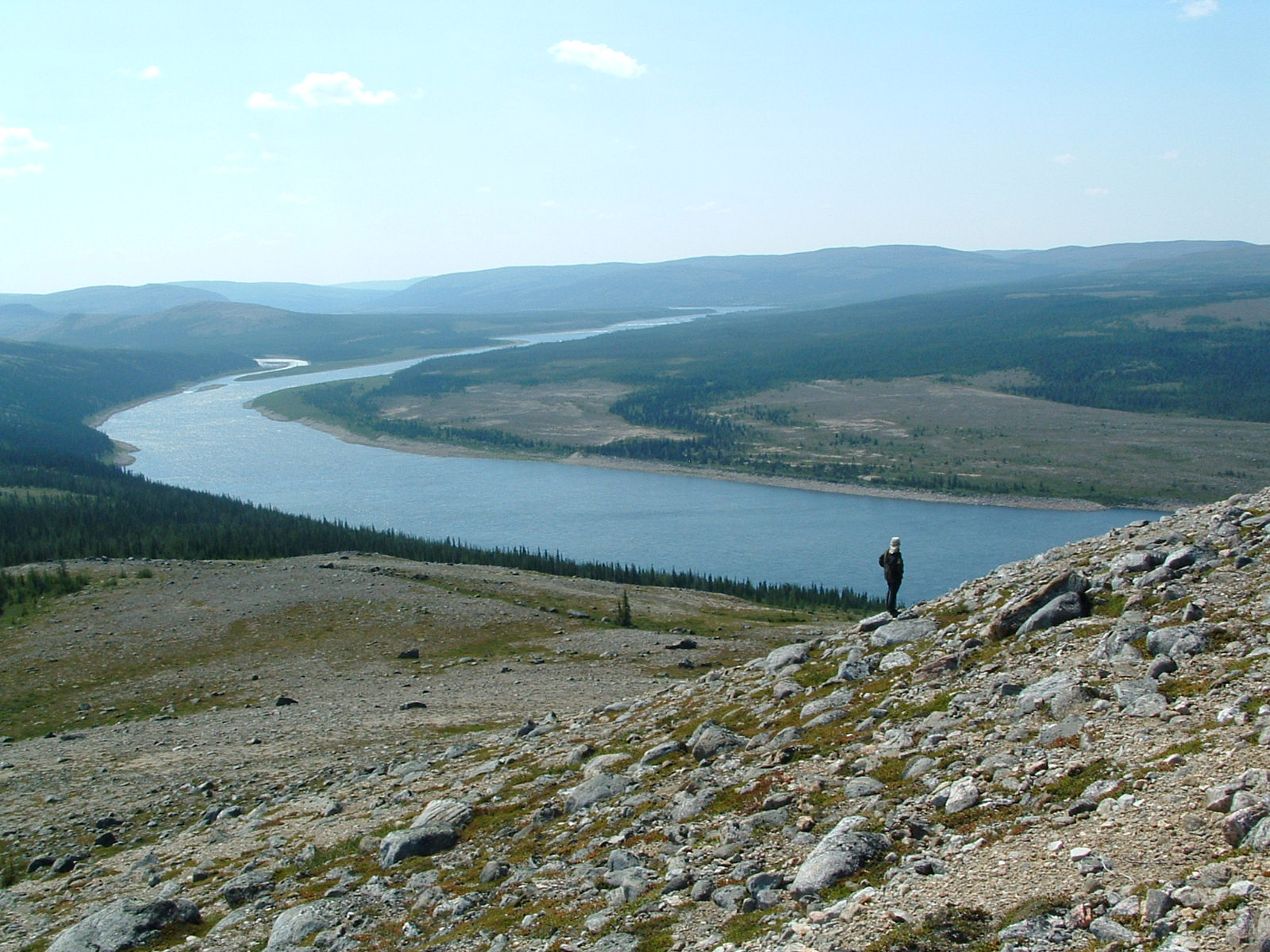
Courbure dans la Rivière George en été
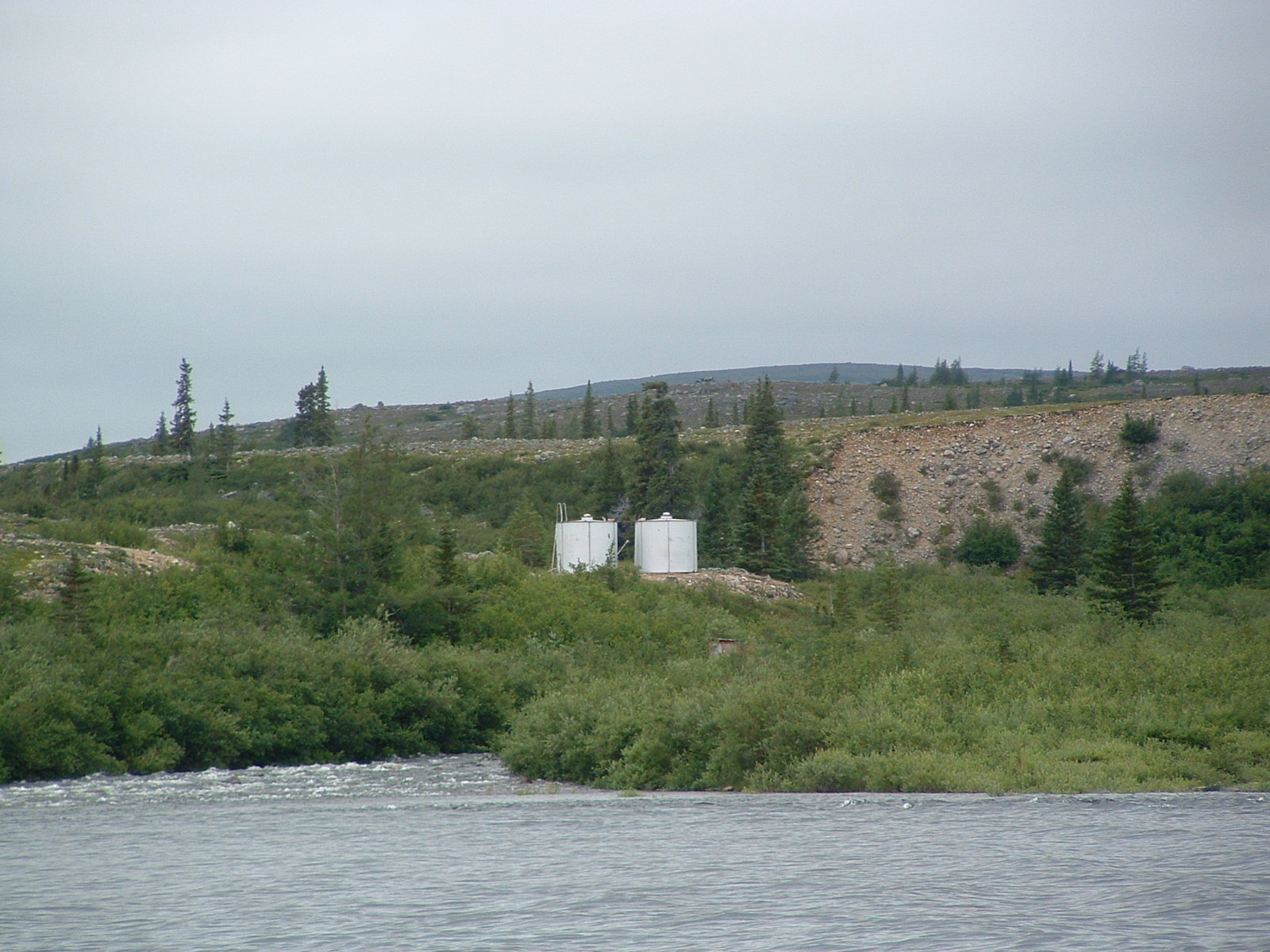
Ancienne station météorologique de l'armée américaine
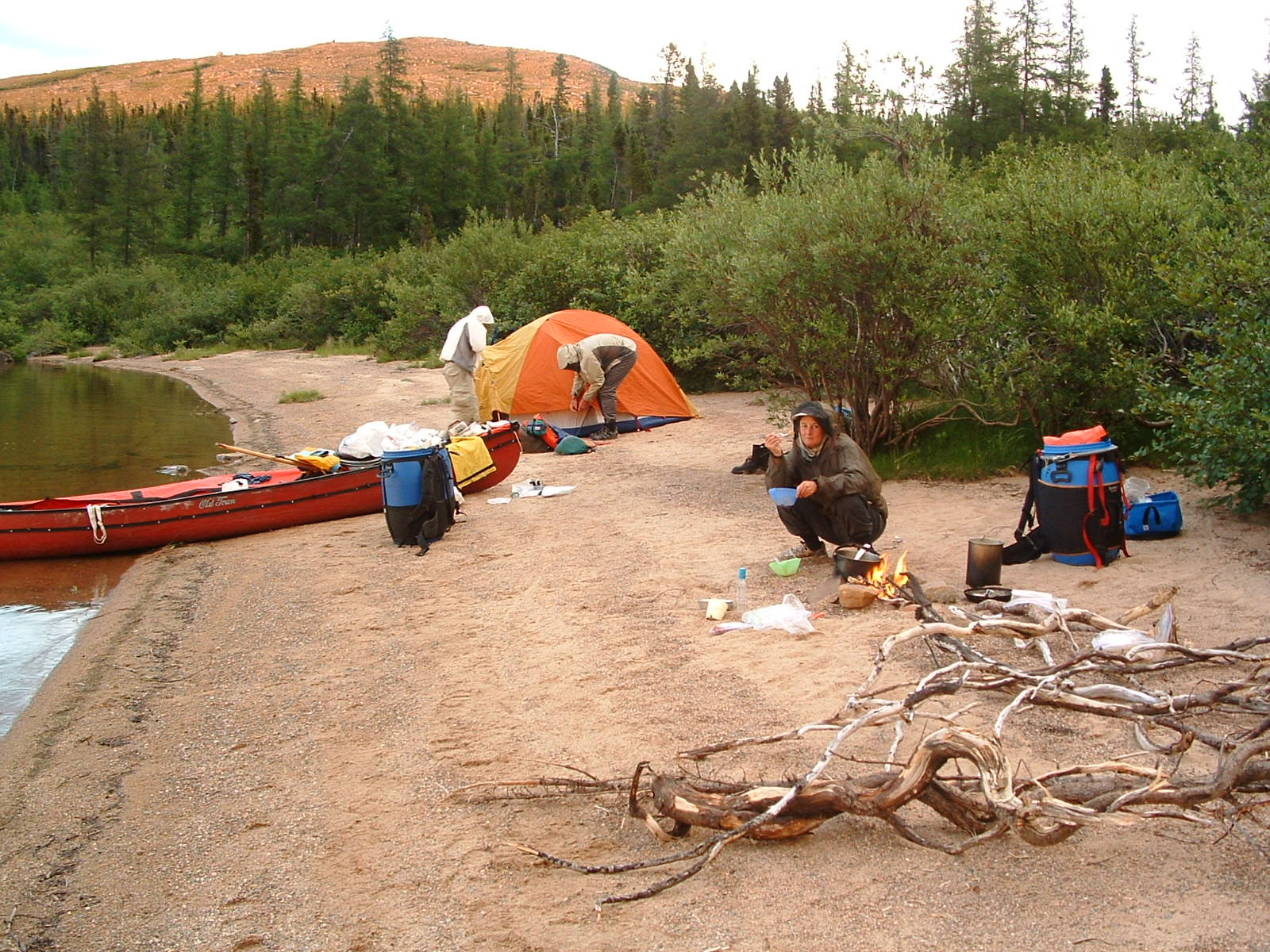
Site de bivouac sur le lac de la Hutte Sauvage
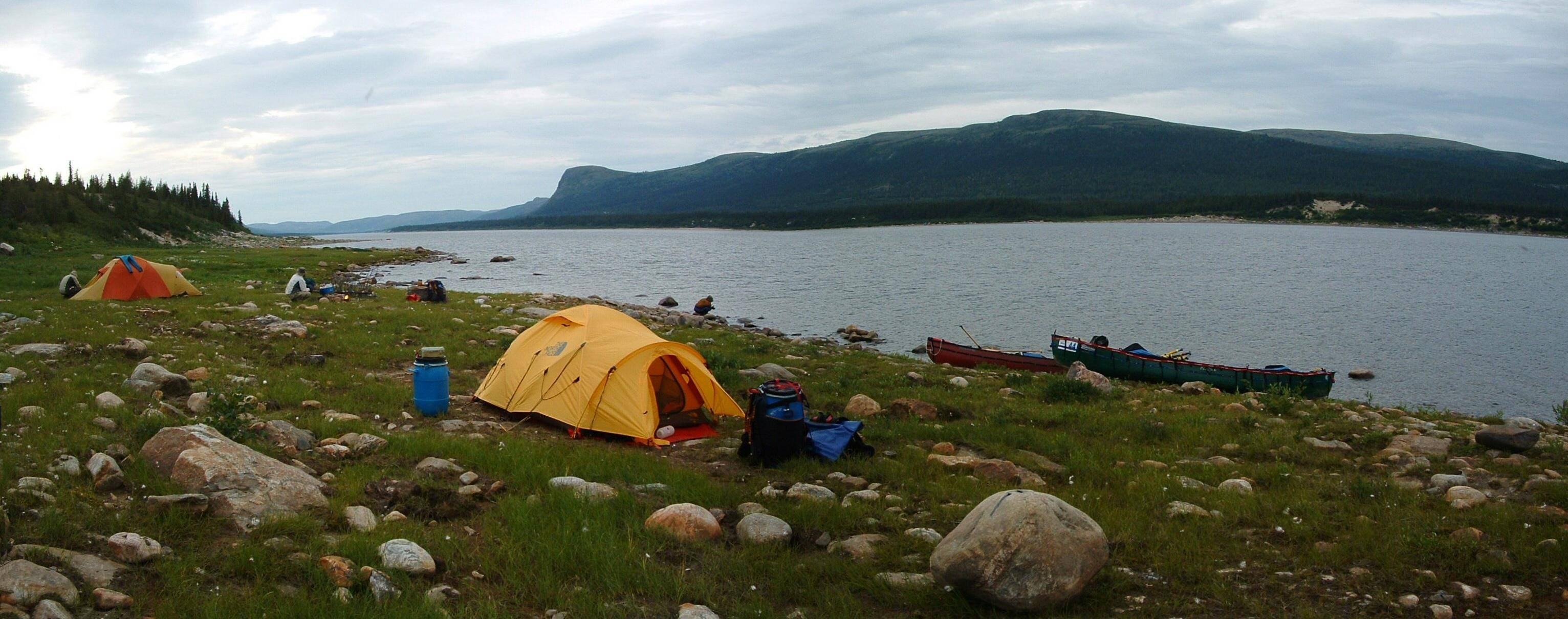
Site de bivouac sur le lac de la Hutte Sauvage
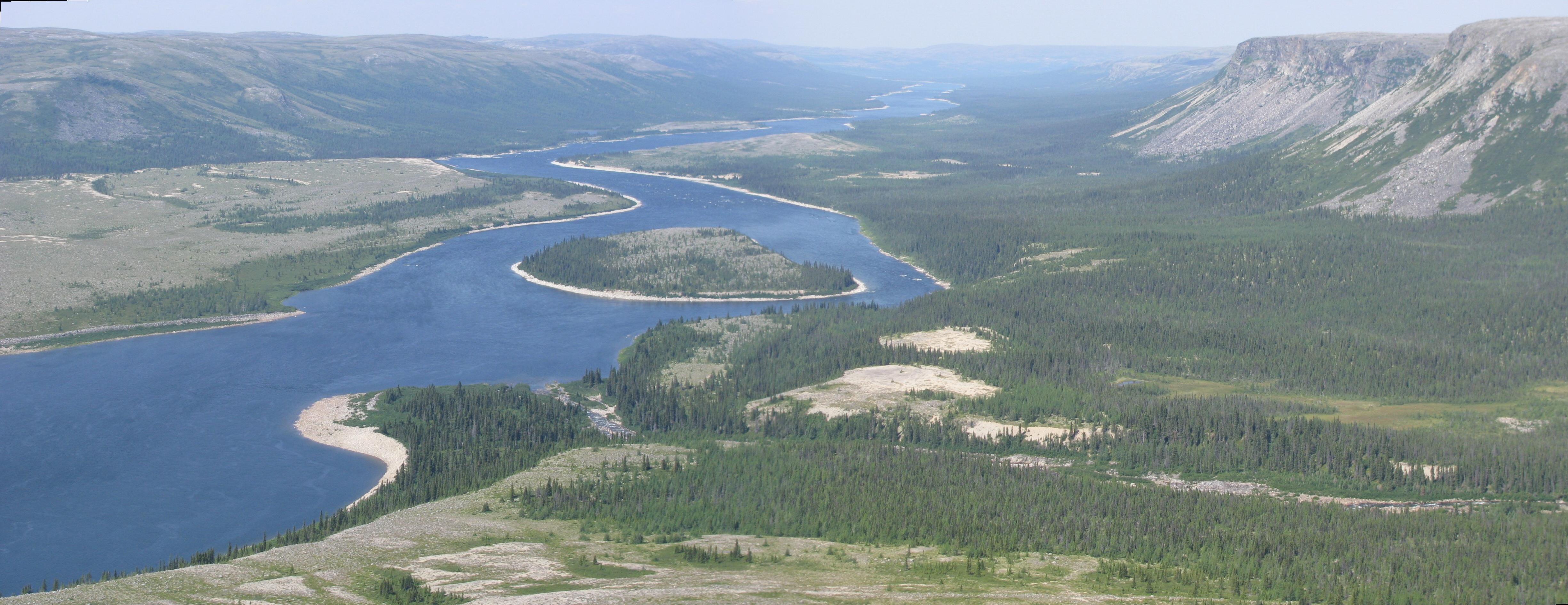
Rivière George
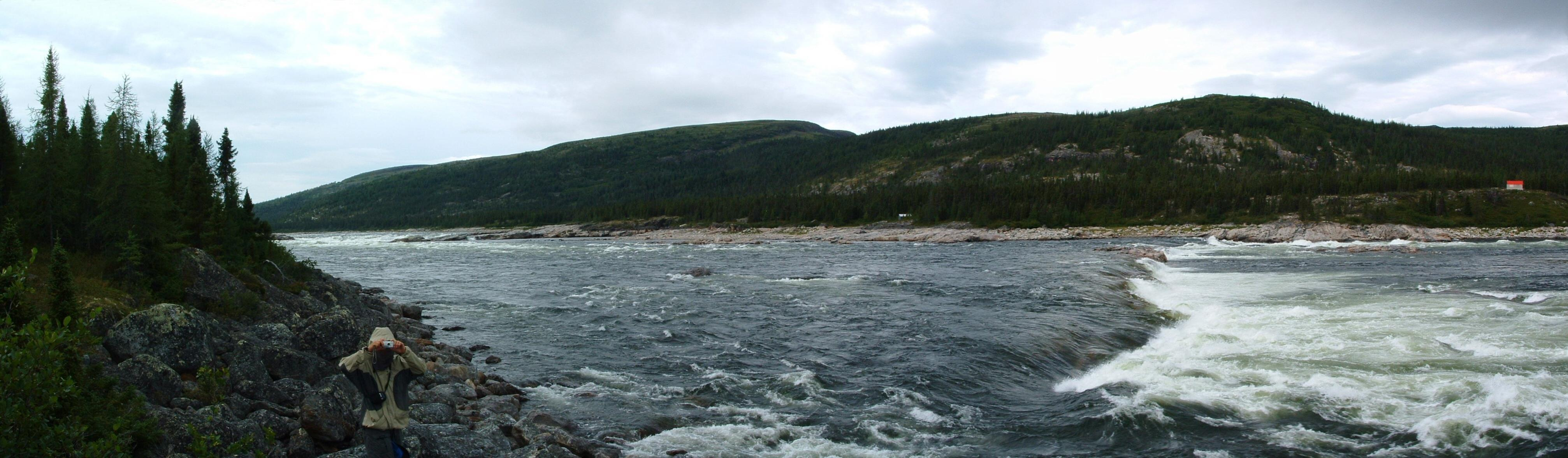
Chutes Hélène
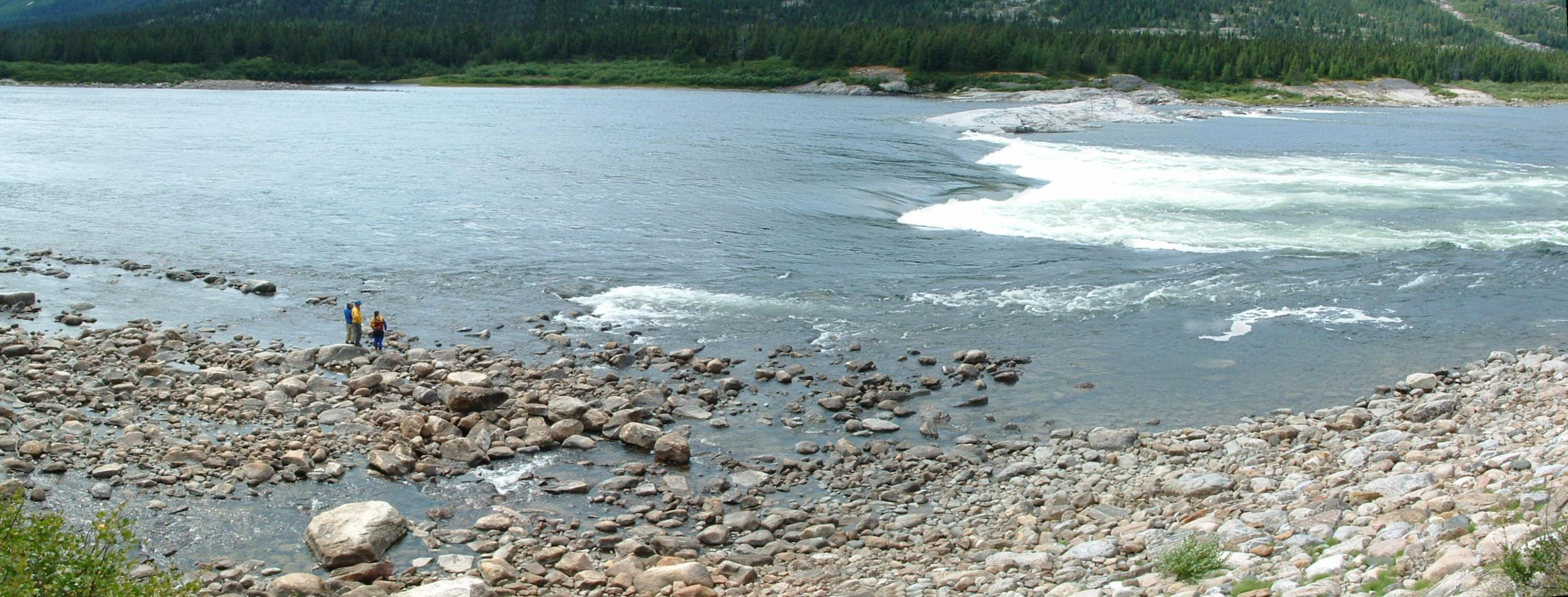
Rapides Sarvakallak
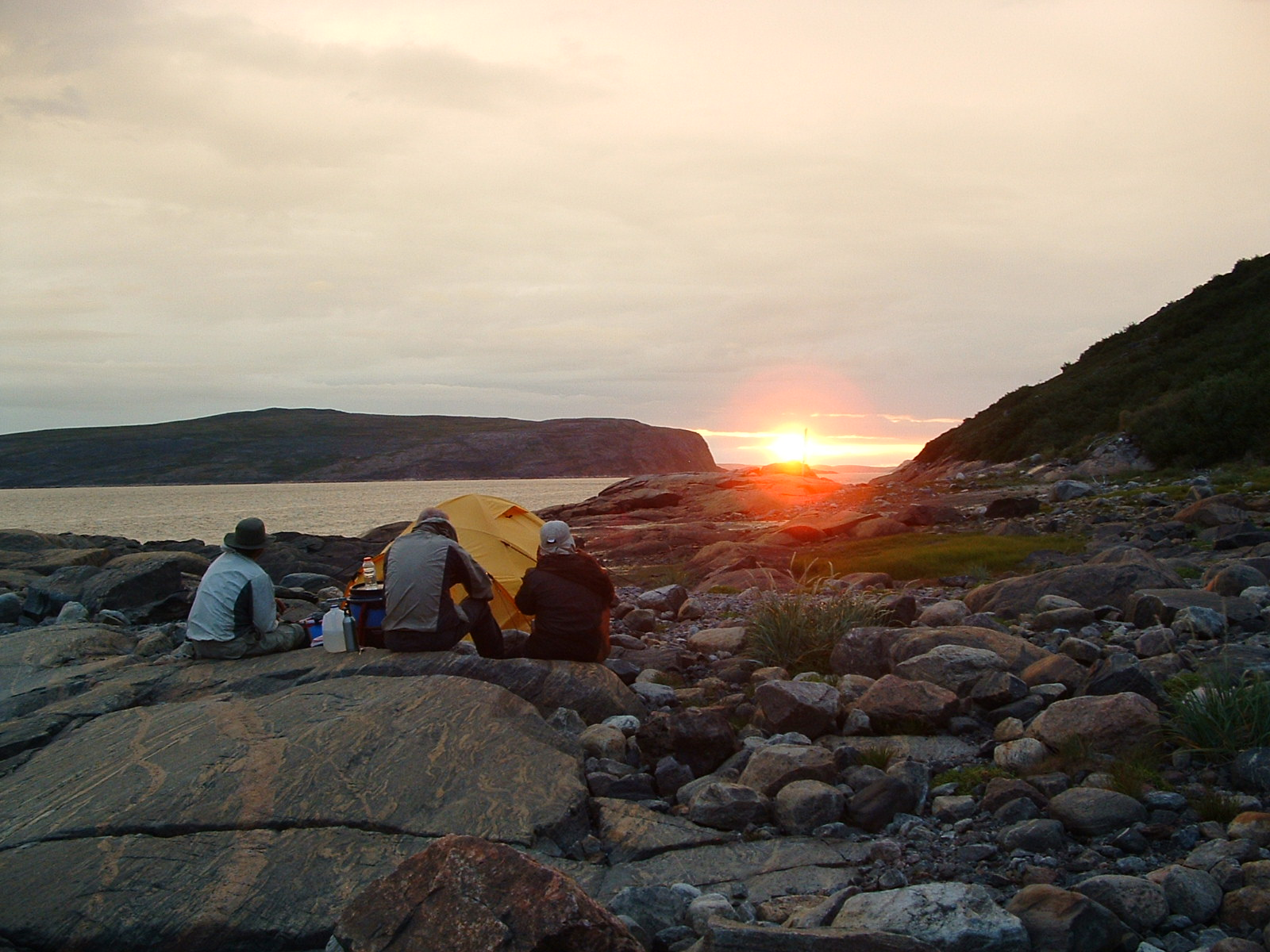
Coucher de soleil
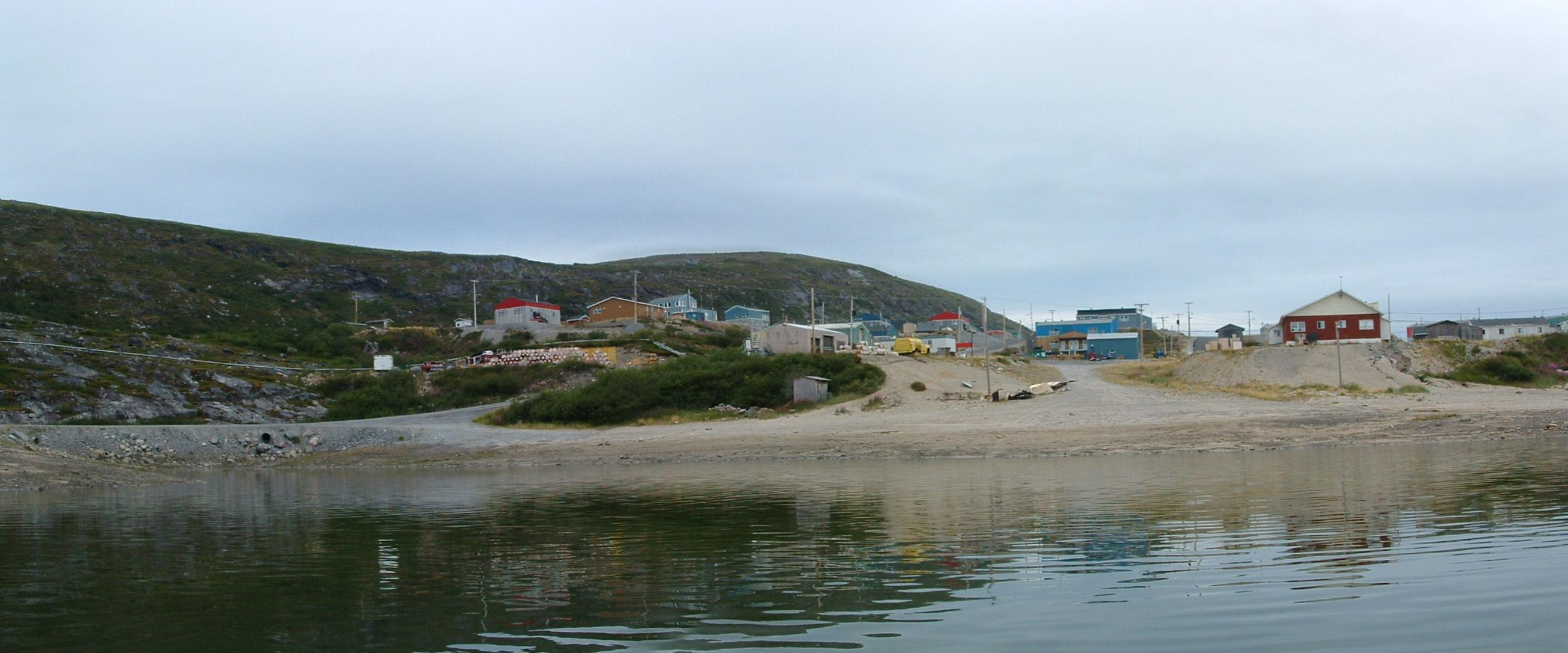
Le port de Kangiqsualujjuaq